# فور أونور

صورة من اللعبة في طور القصة (Mode Story)

فور أونور (بالإنجليزية: For Honor)‏ ، هي لعبة فيديو إلكترونية من نوع ذبح وتقطيع ، أنتجها ستوديو يوبي سوفت مونتريال في كندا ، صدرت في 14 فبراير 2017، وهي عبارة عن المحاربين القدامى يواجهون القوات النظامية في العصور الوسطى. وتحتوي على ترجمة الحوارات للغة العربية لنسخة الشرق الأوسط.
ومن أنواع المحاربين (الساموراي - الڤايكنج - فارس من العصور الوسطى)